# Stenocercus scapularis
Espèce
Synonymes
- Liocephalus scapularis Boulenger, 1901
- Ophryoessoides scapularis (Boulenger, 1901)

Statut de conservation UICN

 LC  : Préoccupation mineure
Stenocercus scapularis est une espèce de sauriens de la famille des Tropiduridae.

## Répartition et habitat
Cette espèce est endémique de l'est du Pérou. On la trouve dans les Andes entre 1 000 et 1 800 m d'altitude. Elle vit dans la forêt tropicale humide de montagne.

## Publication originale
- Boulenger, 1901 : Further descriptions of new reptiles collected by Mr. P. O. Simons in Peru and Bolivia. Annals and Magazine of Natural History, ser. 7, vol. 7, n. 42, p. 546-549 (texte intégral).